# Ottaviano di Paoli
Ottaviano di Paoli (zm. 5 kwietnia 1206) – włoski kardynał. Był spokrewniony z królem Francji Filipem II Augustem i skoligacony z rodziną papieża Innocentego III.

## Życiorys
Niewiele wiadomo o jego młodości. W 1178 jako subdiakon apostolski zostały wysłany przez papieża Aleksandra III do Francji celem wezwania tamtejszych biskupów na Sobór laterański III. W grudniu 1182 papież Lucjusz III mianował go kardynałem diakonem św. Sergiusza i Bakchusa. Sygnował bulle papieskie wydane między 2 stycznia 1183 a 8 listopada 1205 i uczestniczył w papieskich elekcjach w październiku i grudniu 1187, 1191 i 1198. Kilkakrotnie służył jako legat papieski m.in. w Anglii, gdzie koronował księcia Jana na króla Irlandii, na Sycylii, gdzie odebrał przysięgę lenną od cesarzowej Konstancji, i we Francji, gdzie próbował nakłonić króla Filipa II Augusta do pojednania ze swoją żoną Ingeborgą Duńską, którą oddalił. W 1189 został promowany do rangi kardynała-biskupa Ostia e Velletri. Kilkakrotnie sprawował urząd wikariusza Rzymu.